# Sadanagaïte
La sadanagaïte est un minéral de la famille des inosilicates et du groupe des amphiboles, de formule (K,Na)Ca2(FeII,Mg,Al,Ti)5[(Si,Al)8O22](OH)2.
Son nom vient du professeur japonais Ryōichi Sadanaga. Découverte dans l'île de Honshū (Japon).

## Espèces voisines
- sadanagaïte potassique, ou sadanagaïte-K : transparente. Découverte dans l'île de Shikoku (Japon) ;
- sadanagaïte potassique et ferrique ou ferrisadanagaïte-K : couleur noire. Découverte dans l'Oural ;
- sadanagaïte potassique et magnésique ou magnésiosadanagaïte-K : transparente. Découverte dans l'île de Shikoku (Japon).